# Epinephelus areolatus
Epinephelus areolatus és una espècie de peix de la família dels serrànids i de l'ordre dels perciformes.

## Morfologia
Els mascles poden assolir els 47 cm de longitud total.

## Distribució geogràfica
Es troba des del Mar Roig i el Golf Pèrsic fins a KwaZulu-Natal (Sud-àfrica), Fidji, Japó, el Mar d'Arafura, Tonga i el nord d'Austràlia.